# 阿那曲唑
阿那曲唑（英語：Anastrozole）以商品名Arimidex（安美達錠）等於市面銷售，是一種抗雌激素藥物，用於輔助其他治療方法以治療乳癌。特別是用於治療激素受體陽性乳癌。它也提供予高風險族群作乳癌預防之用。此藥物透過口服方式給藥。
使用阿那曲唑的常見副作用有熱潮紅、情緒波動、關節痛和噁心。嚴重的副作用有增加心血管疾病和骨質疏鬆症的風險。個體於懷孕期間使用可能會傷害胎兒。阿那曲唑屬於芳香化酶抑制劑家族，經由阻止體內雌激素產生而發揮作用。
阿那曲唑於1987年於英國取得專利，並於1995年經美國食品藥物管理局（FDA）核准用作醫療用途。它已被列入世界衛生組織基本藥物標準清單之中。市面上有其通用名藥物流通。此藥物於2021年是美國最常使用處方藥中排名第182，開立的處方箋數量超過200萬張。

## 醫療用途

### 乳癌
阿那曲唑用於治療和預防女性乳癌。在針對原位（早期）乳癌治療的試驗中，患者單獨使用安美達錠（阿那曲唑）或是他莫昔芬（選擇性雌激素受體調節劑），或是將兩者聯合使用，為期五年，然後再進行五年追蹤。 5年多後，接受阿那曲唑治療的組別比接受他莫昔芬治療組別的效果更好。此試驗表明阿那曲唑是停經後女性，患有原位激素受體陽性乳癌的的首選治療藥物。

### 性早熟
使用阿那曲唑（每日劑量0.5至1毫克），與抗雄激素比卡魯胺聯合用於男性兒童性早熟（例如家族性男性限制性性早熟（睾酮中毒症（testotoxicosis））和馬科恩-亞白特症候群）的治療。

### 已有配方
目前僅有每片1毫克的口服錠劑。暫無其他配方，或是其他給藥途徑。

## 禁忌症
使用阿那曲唑的禁忌症有對此藥物，或是藥物製劑中任何成分過敏、懷孕期間（可能對於胎兒不利）和是進行母乳哺育（可能對於嬰兒不利）的個體。已觀察到對阿那曲唑的過敏反應有過敏性休克、血管性水腫和蕁麻疹。

## 副作用
使用阿那曲唑的常見副作用（發生率≥10%）有熱潮紅、虛弱、關節炎、疼痛、關節痛、高血壓、憂鬱、噁心和嘔吐、皮疹、骨質疏鬆症、骨折、背痛、失眠、頭痛、骨痛、外周性水腫、咳嗽、呼吸困難、咽炎和淋巴水腫。嚴重但罕見的不良反應（發生率<0.1%）有皮膚病（如病變、潰瘍或水皰，過敏反應），伴隨臉部、嘴唇、舌頭和/或喉嚨腫脹（可能導致吞嚥或呼吸困難），以及肝指數異常與肝炎。

## 與其他藥物交互作用
阿那曲唑被認為對細胞色素P450中的酵素 - CYP1A2、CYP2A6、CYP2D6、CYP2C8、CYP2C9和CYP2C19具有臨床上可忽略不計的抑制作用。因此人們認為阿那曲唑與細胞色素P450受質不太可能發生藥物交互作用。迄2003年，尚無臨床上顯著的藥物交互作用報告出現。
阿那曲唑不影響他莫昔芬或他莫昔芬主要代謝物N-去甲基他莫昔芬的體內循環濃度。已發現他莫昔芬會導致阿那曲唑的曲線下面積 (AUC) 降低27%。但與單獨使用阿那曲唑組相比，同時接受阿那曲唑和他莫昔芬治療組的雌二醇水平無顯著差異，因此阿那曲唑水平下降不被認為具有臨床重要性。

## 藥理學

### 藥效學
阿那曲唑透過與芳香化酶可逆結合而發揮作用，並透過競爭性抑制劑來阻止週邊組織中雄激素向雌激素轉化。研究發現每天攝取1毫克的劑量，可達到96.7%至97.3%的芳香化酶抑制，每天攝取10毫克的劑量可達到98.1%的芳香化酶抑制。因此每天1毫克被認為是此藥物實現最大程度抑制芳香化酶所需的最小劑量。芳香化酶活性降低導致停經後女性雌二醇水平至少降低85%。皮質類固醇和其他腎上腺類固醇的濃度不受阿那曲唑的影響。

### 藥物動力學
目前對阿那曲唑在人體中的生物利用度尚不清楚，但發現它在動物體內吸收良好。在人類體內，阿那曲唑的吸收在1到20毫克/天的劑量範圍內呈線性變化，且不會因重複給藥而改變。服藥時飲食不會顯著影響藥物的吸收。阿那曲唑的最大血藥濃度出現在給藥後平均約3小時（範圍在2至12小時之間）。連續給藥7至10天內可達穩態水平，累積濃度比剛開始服用時增加3.5倍。然而，對雌二醇的最大抑制發生在用藥後後3或4天內。
對嚙齒目動物的研究發現由於在其血腦屏障中P-糖蛋白的外排泵作用，讓阿那曲唑難以穿透而對中樞神經系統發揮作用，而對同樣是芳香化酶抑制劑的來曲唑和沃利唑，情況則非如此。阿那曲唑可能對人類具有周邊神經選擇性（主要作用機制在於中樞神經系統之外），但這一點尚未得到證實。但雌二醇是周邊合成，很容易穿過血腦屏障，因此阿那曲唑仍有可能在一定程度上降低中樞神經系統中的雌二醇水平。阿那曲唑的血漿蛋白結合率為40%。
阿那曲唑的代謝是透過烷基化、羥基化和葡萄醣醛酸化進行。其主要代謝物並無活性，而是由阿那曲唑本身對芳香化酶產生抑制作用。阿那曲唑在人體的生物半衰期為40至50小時（1.7至2.1天），因此可每日只給藥一次。藥物主要經由肝臟排除（83%至85%），但也少量經由腎臟排除（11%）。阿那曲唑主要經由尿液排出人體，有少量經由糞便排泄。

## 化學
阿那曲唑是一種非類固醇苄基三唑。又稱α,α,α',α'-四甲基-5-(1H-1,2,4-三唑-1-基甲基)-間苯二乙腈。阿那曲唑在結構上與來曲唑、法屈唑和沃利唑相似，均屬於唑類藥物。

## 歷史
英國帝國化學工業公司 (ICI)於1987年取得阿那曲唑的專利，此藥物於1995年被批准用於醫療用途，特別是在治療乳癌。

## 社會與文化

### 通用名稱
阿那曲唑是通用名藥物名稱，在國際非專有藥名（INN）、美國採用名稱（USAN）、英國核准名稱（BAN）及日本核准名稱（JAN）均使用相同名稱。

### 品牌名稱
阿那曲唑主要以Arimidex品牌銷售。也以各種品牌名稱在世界各地銷售。

### 取得
阿那曲唑可在世界各地取得。

## 研究
阿那曲唑與他莫昔芬等選擇性雌激素受體調節劑相比，在治療男性乳房發育症方面效果不佳。
阿那曲唑正被開發用於治療女性不孕症，但尚未完成研究，也尚未被批准用於此適應症。
阿那曲唑和左炔諾孕酮陰道避孕環（開發代號BAY 98-7196）被開發用作激素避孕藥，和治療子宮內膜異位症，但開發工作於2018年11月停止，配方從未上市。
阿那曲唑可增加男性睪酮水平，並已被研究作為有性腺功能低下症的男性作雄激素替代療法之用。然而人們擔心此藥物對該患者群體的骨礦物質密度以及其他副作用的長期影響。